# Blackout (Fernsehserie, 2021)
Blackout ist eine deutsche Thriller-Miniserie und Literaturverfilmung des gleichnamigen Romans des österreichischen Autors Marc Elsberg. Wie der Roman handelt die Serie von den folgenschweren Auswirkungen eines europaweiten Stromausfalls. Sie ist eine Produktion der Wiedemann & Berg Television im Auftrag des Fernsehsenders Sat.1 und Video-on-Demand-Anbieters Joyn.
Die Erstveröffentlichung fand vom 14. Oktober bis zum 11. November 2021 über Joyns kostenpflichtigen Subscription-Video-on-Demand-Angebot Joyn Plus+ statt. Auf Sat.1 wurde die Serie in Doppelfolgen an den drei Donnerstagen vom 26. Januar bis zum 9. Februar 2023 erneut ausgestrahlt.

## Handlung
Europaweit ist es zu einem kompletten Stromausfall gekommen. Die deutschen Behörden, vertreten durch den Krisenstab des Bundesinnenministeriums in Leitung der stellvertretenden Referatsleiterin für Krisenmanagement Frauke Michelsen, wollen die Energieversorgung wiederherstellen und gleichzeitig die Auswirkungen der Katastrophe eindämmen. Während die Regierungen und Behörden der Länder zunächst von einem kurzen Fehler im System ausgehen, glaubt der ehemalige Hacker und Aktivist Pierre Manzano an einen gezielten Anschlag. Er erkennt einen Code, den er vor Jahren selbst programmiert hat, der nun für den Ausfall verantwortlich zu sein scheint. Manzano bietet daher den Energieversorgern und den Behörden seine Hilfe an. Jedoch ermitteln dadurch Europol und das Bundeskriminalamt gegen Manzano, der flüchtet und versucht seine Unschuld zu beweisen.
Die Handlung der Serie findet im November 2021 in Südtirol (Bozen), in Genua, in Berchtesgaden, in den Niederlanden (Den Haag), auf Malta sowie vor allem an mehreren deutschen Orten wie Berlin, Kyritz, Merseburg, Göttingen und Ratingen statt. In Rückblenden werden Ereignisse während des G8-Gipfels in Genua 2001 thematisiert.

## Besetzung

Haupt- und Nebendarsteller (Auswahl)
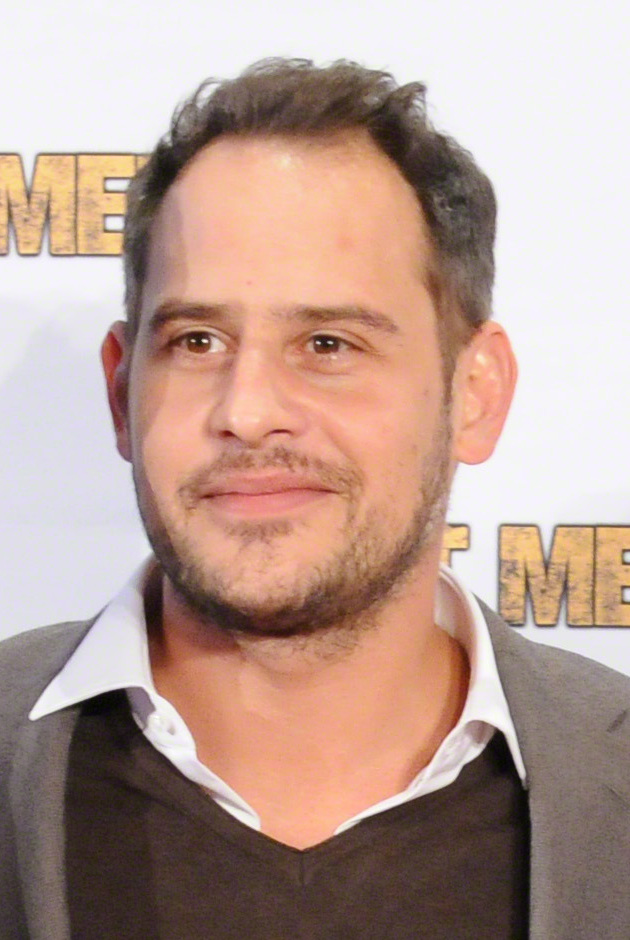
Moritz Bleibtreu (2014)
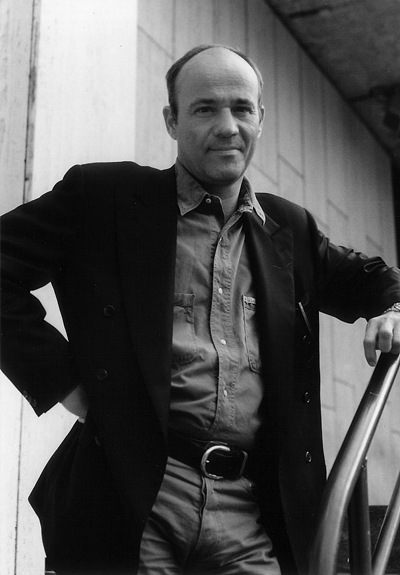
Heiner Lauterbach (2008)
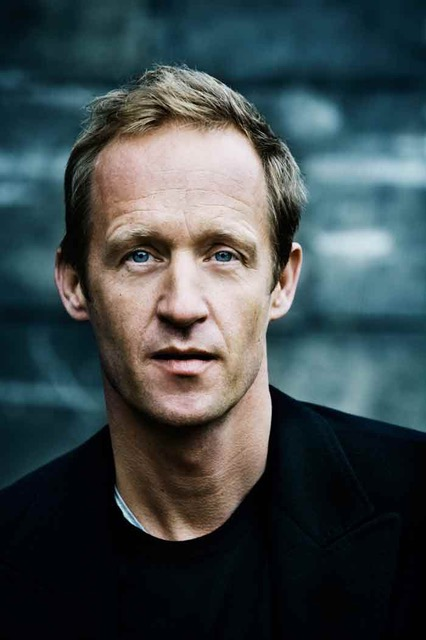
Stephan Kampwirth (2012)
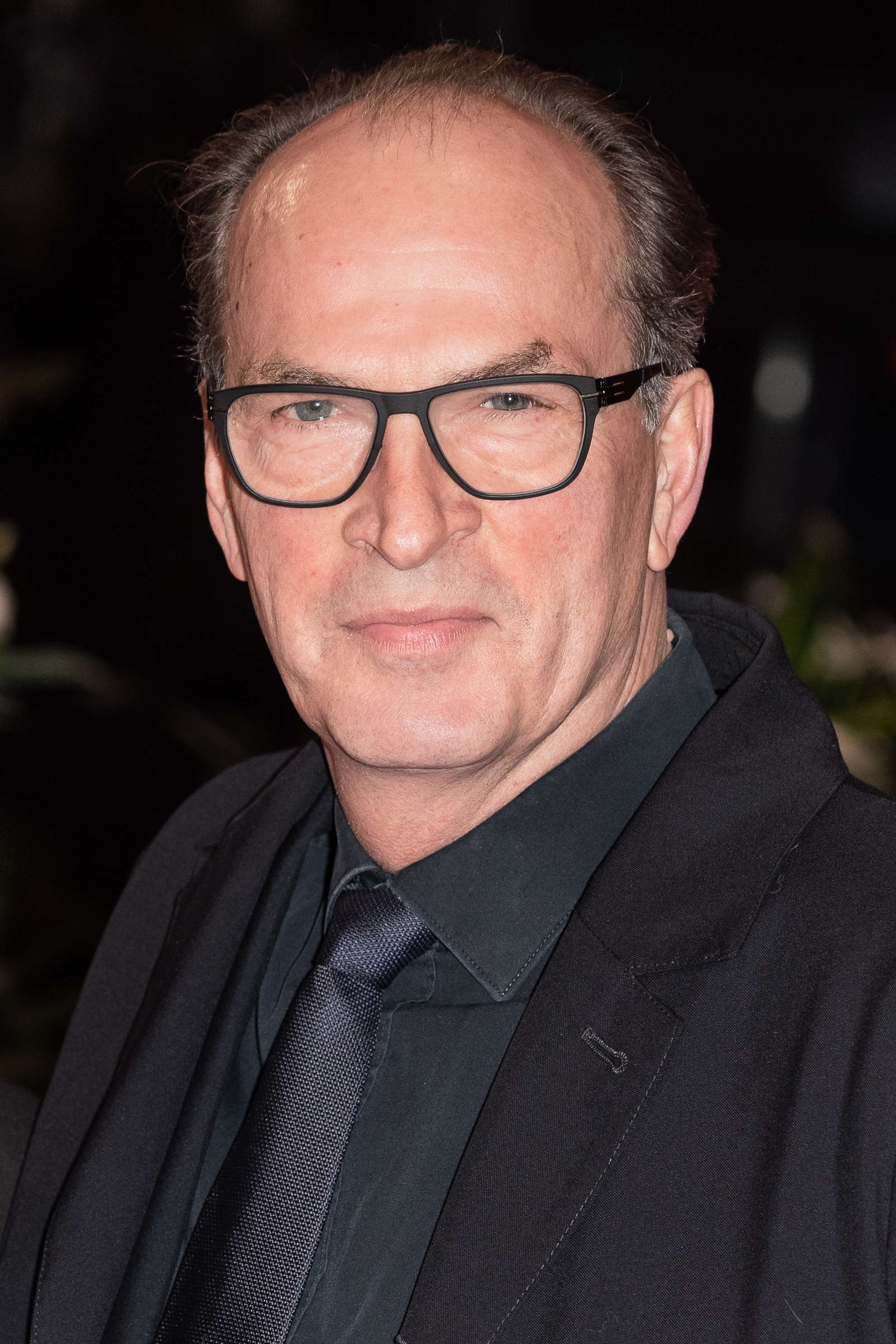
Herbert Knaup (2020)
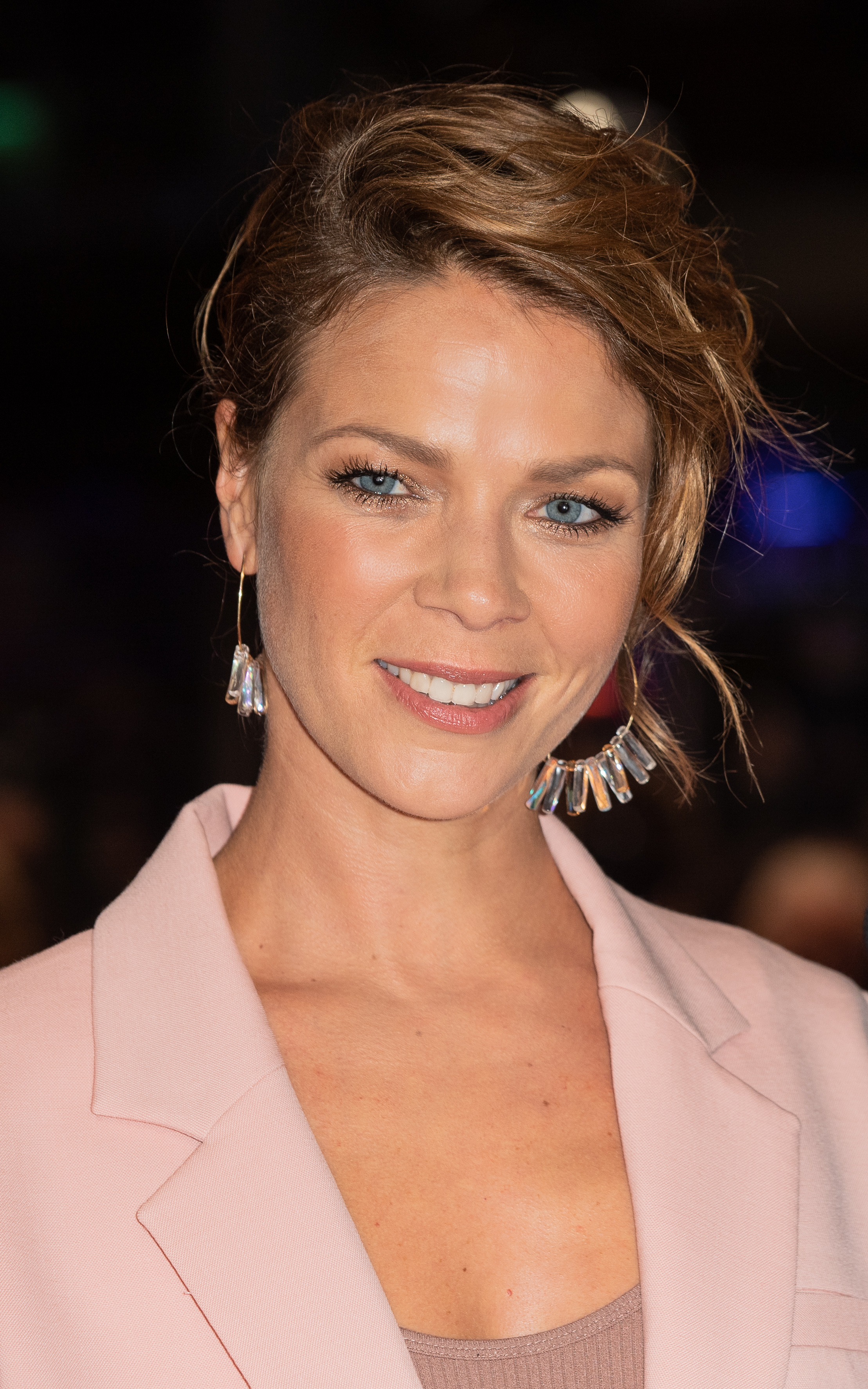
Jessica Schwarz (2020)
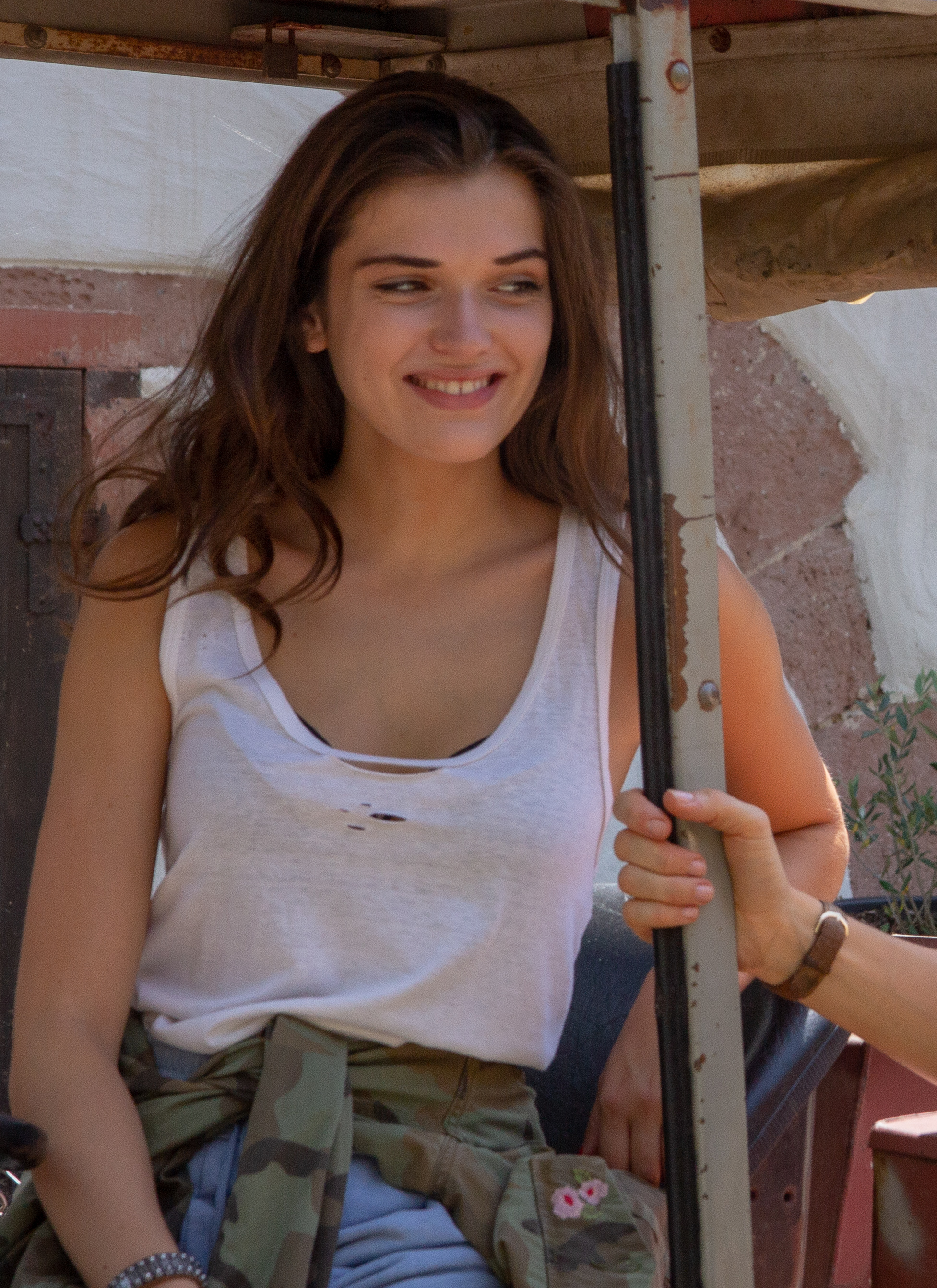
Caroline Hartig (2018)
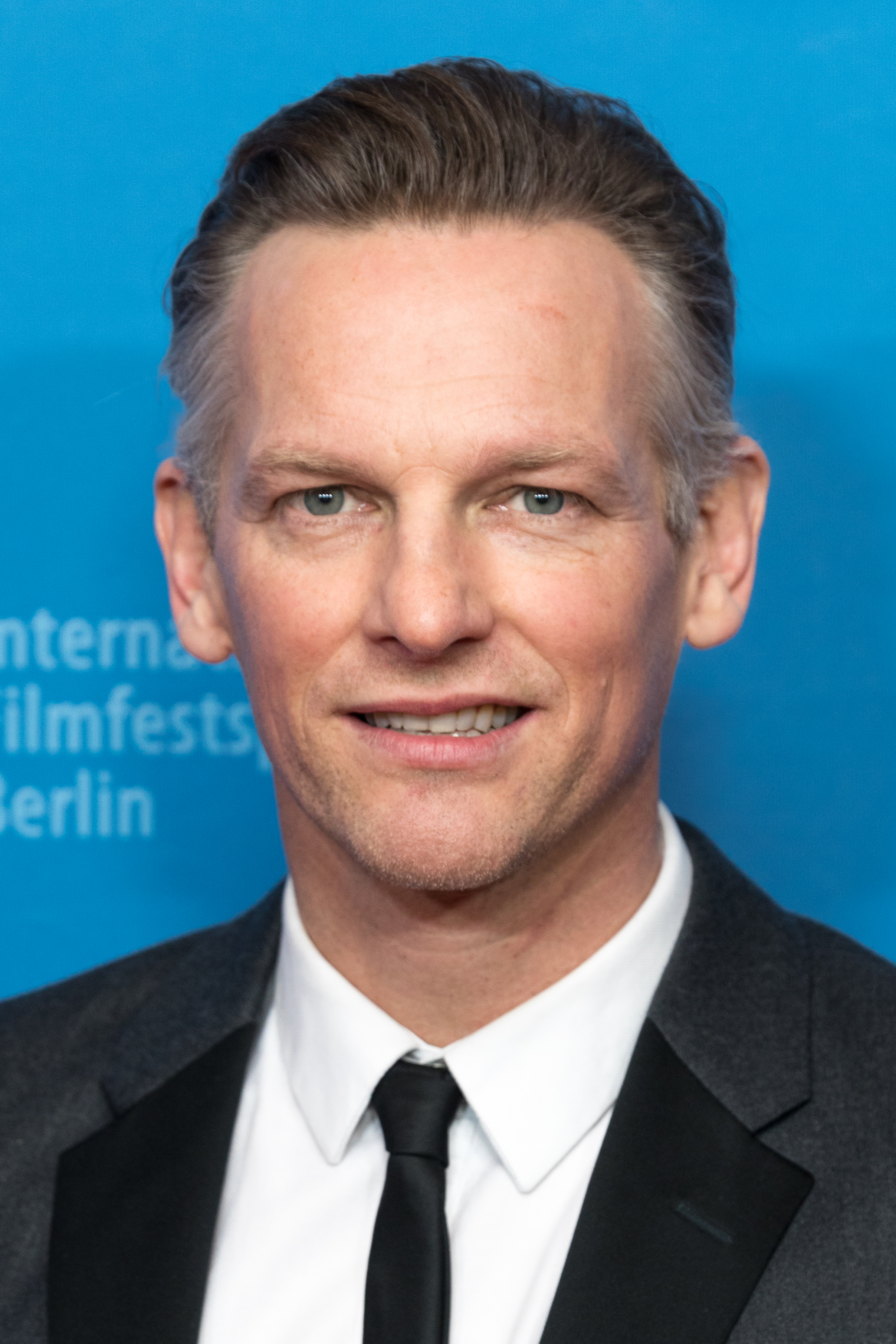
Barry Atsma (2018)

| Rolle                        | Darsteller               | Rollenbeschreibung                                                                          | Episode(n) |
| ---------------------------- | ------------------------ | ------------------------------------------------------------------------------------------- | ---------- |
| Aktivistengruppe von 2001    |                          |                                                                                             |            |
| Pierre Manzano               | Moritz Bleibtreu         | 2021: Informatiker und Pizzalieferant in Bozen, Südtirol                                    | 1–6        |
| Pierre Manzano               | Anselm Bresgott          | 2001: Hacker und Aktivist beim G8-Gipfel in Genua                                           | 2–6        |
| Helena Voss                  | Jessica Schwarz          | 2021: Übersetzerin, Komplizin der Terroristen                                               | 4–6        |
| Helena Voss                  | Caroline Hartig          | 2001: Aktivistin beim G8-Gipfel in Genua                                                    | 2–6        |
| Till                         | Philipp Hochmair         | 2021: Bewohner einer autonomen Gemeinschaft in Berlin, Partner von Katrin                   | 5          |
| Till                         | Justus Czaja             | 2001: Aktivist beim G8-Gipfel in Genua                                                      | 2–6        |
| Clemens Diekmann             | Roman Knižka             | 2021: Anwalt, Achterbahn-Passagier                                                          | 1, 5       |
| Clemens Diekmann             | Ludwig Simon             | 2001: Aktivist beim G8-Gipfel in Genua                                                      | 2–6        |
| Katrin                       | Anna Brüggemann          | 2021: Bewohnerin einer autonomen Gemeinschaft in Berlin, Partnerin von Till                 | 5          |
| Katrin                       | Lena Klenke              | 2001: Aktivistin beim G8-Gipfel in Genua                                                    | 2–6        |
| Florian †                    | Kirk Kirchberger         | 2021: Terrorist in Marokko, wird beim Zugriff erschossen                                    | 6          |
| Florian †                    | Oskar Bücklein           | 2001: Aktivist beim G8-Gipfel in Genua                                                      | 2–6        |
| Robert Flemming              | Marc Hosemann            | 2021: Bewohner einer autonomen Gemeinschaft in Berlin                                       | 5          |
| Robert Flemming              | Emil Belton              | 2001: Aktivist beim G8-Gipfel in Genua                                                      | 2–6        |
| Chrissy Küster               | Milton Welsh             | 2021: Betreiber eines Headshops in Göttingen                                                | 3          |
| Chrissy Küster               | Ludger Bökelmann         | 2001: Aktivist beim G8-Gipfel in Genua                                                      | 2–6        |
| Ulrike †                     | Lea van Acken            | 2001: Aktivistin beim G8-Gipfel in Genua, stirbt 2016 bei einem Autounfall                  | 2–6        |
| Bundesministerium des Innern |                          |                                                                                             |            |
| Frauke Michelsen             | Marie Leuenberger        | stellvertretende Referatsleiterin für Krisenmanagement, Leiterin des nationalen Krisenstabs | 1–6        |
| Roman Kantor                 | Francis Fulton-Smith     | Mitglied des Krisenstabs, Referatsleiter für Sicherheit und Ordnung                         | 1–6        |
| Reinhard Severin             | Herbert Knaup            | Bundesinnenminister                                                                         | 1–6        |
| Veit Rhees                   | Stephan Kampwirth        | Leitungsstab des Bundesinnenministers, Mitglied des Krisenstabs                             | 1–6        |
| Carmen Laschitz              | Milena Dreißig           | Mitarbeiterin im Referat für Krisenmanagement                                               | 1–6        |
| Philipp Lindner              | Yung Ngo                 | Mitarbeiter im Referat für Krisenmanagement                                                 | 1–4        |
| Europol                      |                          |                                                                                             |            |
| Francois Bollard             | Carlos Leal              | Leiter für Terrorismusbekämpfung                                                            | 2, 6       |
| Pascaline Valois             | Banafshe Hourmazdi       | Mitglied der Terrorismusbekämpfung                                                          | 2          |
| Ricarda Ruiz                 | Susana Fernandes Genebra | Mitglied der Terrorismusbekämpfung                                                          | 2          |
| Bundeskriminalamt            |                          |                                                                                             |            |
| Jürgen Hardtland             | Heiner Lauterbach        | Kriminalhauptkommissar vom Zentrum für Terrorismusbekämpfung                                | 2–6        |
| Viola Stachwitz              | Pia-Micaela Barucki      | Kriminalkommissarin im Zentrum für Terrorismusbekämpfung                                    | 2–6        |
| Patrick Brasch               | Thilo Prothmann          | Kriminalkommissar im Zentrum für Terrorismusbekämpfung                                      | 2–3        |
| Ishan Kaan                   | Hassan Akkouch           | Teil der Ermittlergruppe um Jürgen Hartlandt                                                | 2–6        |
| Familie Ruge                 |                          |                                                                                             |            |
| Dieter Kehlmann              | Hansjürgen Hürrig        | Vater von Franziska Ruge, Mörder von Herbert Vogt                                           | 3          |
| Kai Ruge                     | Oliver Bröcker           | Schwiegersohn von Dieter Kehlmann, Ehemann von Franziska Ruge                               | 3–6        |
| Franziska Ruge               | Jule Böwe                | Tochter von Dieter Kehlmann, Ehefrau von Kai Ruge                                           | 3–6        |
| Jessica Ruge                 | Eline Doenst             | Tochter von Kai und Franziska Ruge                                                          | 3–6        |
| Rafael Ruge                  | Leopold von Schleyer     | Sohn von Kai und Franziska Ruge                                                             | 3–6        |
| Sonstige                     |                          |                                                                                             |            |
| Carlo Bandoni                | Claudio Caiolo           | Freund von Pierre, lebt in Bozen, Südtirol                                                  | 1–6        |
| Sascha Kosack                | Rüdiger Klink            | Mitglied des Krisenstabs, zuständig für den Kontakt mit den Bundesländern                   | 1–6        |
| Jelka Göran                  | Adriana Altaras          | Mitglied des Krisenstabs, Mitarbeiterin im Umweltministerium                                | 1–6        |
| Eva Müller                   | Anna König               | Mitglied des Krisenstabs, Mitarbeiterin im Gesundheitsministerium                           | 2–6        |
| Herbert Vogt †               | Thomas Lawinky           | Passagier im ICE 691, Entführer von Lisa und Marie Michelsen, Mordopfer                     | 1–3        |
| Lisa Michelsen               | Lotta Herzog             | Passagierin im ICE 691, Tochter von Frauke Michelsen und Axel Kjaer                         | 1–6        |
| Marie Michelsen              | Naila Schuberth          | Passagierin im ICE 691, Tochter von Frauke Michelsen und Axel Kjaer                         | 1–6        |
| Lauren Shannon †             | Hannah Hoekstra          | Journalistin bei CBN News, wird bei einem Aufenthalt in Merseburg erstochen.                | 2–4        |
| Kessler                      | Richard Sammel           | Deutscher Bundeskanzler                                                                     | 2–5        |
| Axel Kjaer                   | Barry Atsma              | Ex-Ehemann von Frauke Michelsen, Vater von Lisa und Marie                                   | 3–6        |
| Markus Jung                  | Sönke Möhring            | Schichtleiter im (fiktiven) AKW Werthe, Ehemann von Isabel Jung                             | 4–6        |
| Isabel Jung                  | Marie Burchard           | Ehefrau von Markus Jung                                                                     | 4–5        |
| Jorge Pucao                  | Vladimir Korneev         | Terrorist                                                                                   | 2–6        |
| Balduin von Ansen            | Gabriel von Berlepsch    | Unternehmer, Millionär und Terrorist                                                        | 5–6        |
| Bäuerin Theresa Zoch         | Katrin Filzen            | Bewirtschaftet einen Milchbauernhof in Südtirol                                             | 2–3, 5–6   |
| Bauer Anton                  | Peter Mitterrutzner      | Bewirtschaftet einen Milchbauernhof in Südtirol                                             | 2–3, 5–6   |
| Renate Voss                  | Renate Serwotke          | Mutter von Helena Voss                                                                      | 3          |
| Max Dieckmann                | Samuel Benito            | Stiefsohn von Clemens Diekmann, Achterbahn-Passagier                                        | 1, 5       |

## Produktion

### Projektentwicklung
Der österreichische Autor Marc Elsberg veröffentlichte im Frühjahr 2012 den Thriller-Roman Blackout – Morgen ist es zu spät und landete anschließend auf der Spiegel-Bestsellerliste. Mittlerweile wurden über 1,8 Millionen Exemplare im deutschsprachigen Raum verkauft und bisher in über 20 Sprachen veröffentlicht (Stand: 2020). 2012 wurde der Roman von der Zeitschrift Bild der Wissenschaft in der Kategorie „Unterhaltung“ zum Wissensbuch des Jahres gekürt.
Anfang Dezember 2012 wurde bekannt, dass die Münchner Produktionsfirma Dreamtool Entertainment die Verfilmungsrechte erworben hat. Außer der Information, dass ein Fernsehfilm entstehen soll, wurden keine weiteren Details kommuniziert. Mehrere Jahre später gab die Künstleragentur la gente in der Filmografie des deutschen Drehbuchautors Thorsten Wettcke für 2016/2017 an, dass dieser Drehbücher für eine sechsteilige internationale Fernsehserie nach der Buchvorlage von Elsberg entwickelt. Dabei wurde angegeben, dass für die Produktion das Münchner Unternehmen Wiedemann & Berg im Auftrag des Medienkonzerns ProSiebenSat.1 Media zuständig sein wird.
Im April 2018 wurde im Rahmen eines Blickpunkt:Film-Interviews mit der Chefin für fiktionale Eigenproduktionen der ProSiebenSat.1-Media-Gruppe Yvonne Weber die Information bestätigt, dass mit Wiedemann & Berg für den deutschen Fernsehsender Sat.1 eine Verfilmung von Blackout in Planung sei. Im Dezember 2019 wurden weitere Details bekannt. Wiedemann & Berg Television wird im Auftrag von Sat.1 in Kooperation mit dem deutschen Video-on-Demand-Anbieter Joyn Elsbergs Roman als eine High-End-Miniserie mit sechs jeweils 45-minütigen Episoden verfilmen. Die Drehbücher stammen von den deutschen Autoren Lancelot von Naso und Kai Uwe Hasenheit.

### Projektfinanzierung
Das Projekt bzw. die Fernsehserie wurde unter anderem mit Mitteln von ProSiebenSat.1 Media und Joyn verwirklicht. Darüber hinaus erhielt sie mehrere Produktionsfördermittel. Während im Juni 2020 durch das Medienboard Berlin-Brandenburg eine Fördersumme von einer Million Euro zugesagt wurde, erhielt das Projekt einen Monat später von FilmFernsehFonds Bayern eine Zusage von 400.000 Euro. Zudem gab es von dem German Motion Picture Fund eine Produktionsförderung in Höhe von rund 2,11 Millionen Euro. Die Beauftragte der Bundesregierung für Kultur und Medien und die Malta Film Commission unterstützten ebenfalls die Produktion.

### Vorproduktion und Dreharbeiten
Für das Casting war Suse Marquardt zuständig. Marquardt wirkte zuvor unter anderem als Casting Directorin bei Mordkommission Berlin 1 und Dogs of Berlin mit. Im Juni 2020 wurde mit dem deutschen Schauspieler Moritz Bleibtreu die erste Besetzung bekannt. Bleibtreu spielt die Hauptfigur des ehemaligen Hackers Pierre Manzano.
Das Szenenbild wurde von Christian Schäfer federführend entwickelt. Für das Maskenbild zeichnete Mandy Steiger verantwortlich sowie für das Kostümbild Stephanie Rieß.
Die Dreharbeiten für die sechs Episoden fanden unter der Regie von Lancelot von Naso und Oliver Rihs von September bis November 2020 statt. Gedreht wurde in den deutschen Ländern Berlin, Brandenburg, Bayern, Mecklenburg-Vorpommern, Sachsen und Nordrhein-Westfalen, in den italienischen Städten Genua und Bozen in Südtirol sowie in der österreichischen Stadt Innsbruck. Für die Kamera zeichneten Jann Döppert und Kolja Brandt verantwortlich.

## Veröffentlichung

### Deutschsprachiger Raum
Der erste Trailer mit Ausschnitten aus der Serie wurde am 26. August 2021 auf dem YouTube-Kanal der Streamingplattform Joyn veröffentlicht.
Sieben Wochen später am 14. Oktober 2021 begann die Erstveröffentlichung der ersten beiden Episoden auf der Streamingplattform Joyn in Deutschland. Während die erste Episode kostenlos abrufbar ist, werden die restlichen fünf Episoden über den kostenpflichtigen Subscription-Video-on-Demand-Angebot Joyn Plus+ zum Abruf bereitgestellt.
Die Premiere im linearen Fernsehen fand im September 2022 auf dem Free-TV-Sender ORF 1 in Österreich statt. Die Serie wurde vom 19. September bis zum 3. Oktober 2022 jeden Montag ab 20:15 Uhr in Doppelfolgen ausgestrahlt. Nach der TV-Ausstrahlung waren die jeweiligen Folgen sieben Tage lang aus Österreich in der ORF-TVthek abrufbar.
Im Januar und Februar 2023 wurde die Serie auf dem Free-TV-Sender Sat.1 donnerstags ab 20:15 Uhr in Doppelfolgen ausgestrahlt. Nach den Folgen wurde begleitend zunächst Blackout – Der Talk, dann Blackout – Die Doku und schließlich Blackout – Das Experiment gesendet.

### International
Für den weltweiten Vertrieb unter dem Titel Blackout – Tomorrow Is Too Late ist die Red Arrow Studios International zuständig.

## Episodenliste
| Nr. | Titel                     | Regie             | Drehbuch                             | Premiere (VoD, Deutschland) | TV-Premiere (AT)TV-Premiere (DE) |
| --- | ------------------------- | ----------------- | ------------------------------------ | --------------------------- | -------------------------------- |
| 1   | Dunkelheit                | Lancelot von Naso | Lancelot von Naso, Kai-Uwe Hasenheit | 14. Okt. 2021               | 19. Sep. 202226. Jan. 2023       |
| 2   | In der Höhle des Löwen    | Oliver Rihs       | Lancelot von Naso, Kai-Uwe Hasenheit | 14. Okt. 2021               | 19. Sep. 202226. Jan. 2023       |
| 3   | Chaos                     | Lancelot von Naso | Lancelot von Naso, Kai-Uwe Hasenheit | 21. Okt. 2021               | 26. Sep. 202202. Feb. 2023       |
| 4   | Ins Herz der Finsternis   | Lancelot von Naso | Lancelot von Naso, Kai-Uwe Hasenheit | 28. Okt. 2021               | 26. Sep. 202202. Feb. 2023       |
| 5   | Abgrund                   | Oliver Rihs       | Lancelot von Naso, Kai-Uwe Hasenheit | 04. Nov. 2021               | 03. Okt. 202209. Feb. 2023       |
| 6   | Licht (alternativ: Tag X) | Oliver Rihs       | Lancelot von Naso, Kai-Uwe Hasenheit | 11. Nov. 2021               | 03. Okt. 202209. Feb. 2023       |

## Rezeption

### Kritik
Die Serie wird in den deutschen Medien positiv bis solide aufgenommen.
So bezeichnet Alex Rühle von der Süddeutschen Zeitung die Serie als einen raffinierten Thriller mit hervorragender Besetzung. Vor allem die beiden Hauptfiguren mit Moritz Bleibtreu und Marie Leuenberger hebt Rühle hervor. Auch der Medienjournalist Tilmann P. Gangloff würdigt auf tittelbach.tv die Rollenbesetzung der Serie. Viele Rollen seien namhaft besetzt, was die Bedeutung der Nebenfiguren zusätzlich betone. Roman Knižka, Herbert Knaup, Stephan Kampwirth, Barry Atsma und Jessica Schwarz sowie ferner die Kinderdarstellerinnen Lotta Herzog und Naila Schuberth liefern eine professionelle Arbeit, so Gangloff. Des Weiteren lobt er die sehenswerte Auswahl von jungen Schauspielerinnen und Schauspielern wie Caroline Hartig für die Rückblenden ins Jahr 2001. Darüber hinaus hebt Gangloff die überraschenden Verknüpfungen der verschiedenen Handlungsstränge hervor, die einen großen Reiz der sechs Folgen ausmachen. Umfassend bewertet er die Serie mit 5 von 6 Sternen und vergleicht die Qualität mit den vielfach ausgezeichneten Netflix-, TNT- und Sky-Serien 4 Blocks, Dark und Der Pass, die ebenfalls von W&B Television produziert wurden.
Arabella Wintermayr von der taz lobt den Anspruch, das Szenario en détail durchzuexerzieren, sowie das klug gesponnene Netz aus Zusammenhängen der Handlungen. Dadurch sei sie eine ebenso intelligente wie fesselnde Serie. Gleichermaßen ist der Autor Jan Freitag des Online-Medienmagazins DWDL.de der Auffassung, dass die Notstandsfiktion im Zeitalter von Klimakrise, Terror, Querdenkern so fesselnd wie unterhaltsam sei und mitunter sogar richtig relevant.
Die Serienjunkies.de-Autorin Hannah Huge bewertete die erste Episode mit 3 von 5 Sternen. Die Serie sei absolut solide produziert, temporeich erzählt und habe einen hervorragend aufgelegten Hauptdarsteller mit Moritz Bleibtreu, der gekonnt durch das europäische Geschehen führe. Wer die Katastrophenmehrteiler aus früheren Zeiten mochte, werde Spaß an der temporeichen Umsetzung des gleichnamigen Bestsellers haben, so Huge. Der Serienkritiker Marcus Kirzynowski beurteilt beim Online-Medienmagazin TV Wunschliste die Serie ebenfalls mit 3 von 5 Sternen. Die Komplexität der Handlung erinnere deutlich mehr an einschlägige Katastrophenfilme der 1970er Jahre als an Qualitätsserien des 21. Jahrhunderts. Spätestens ab der dritten Folge würden die immer neuen Wendungen zunehmend unglaubwürdig und irgendwann auch absurd, so Kirzynowski. Die Serie sei letztendlich handwerklich solide in Szene gesetzt und könne auch durchaus unterhalten, habe aber letztlich doch zu viele Defizite, um zu überzeugen.

### Auszeichnungen und Nominierungen
Die Serie wurde in mehreren Kategorien für die Auszeichnung der Deutschen Akademie für Fernsehen nominiert und gilt mit vier Nominierungen als zweitmeist-nominierte Produktion des Preises 2022. Mit drei Auszeichnungen gilt sie schließlich als meist-ausgezeichnete Produktion des Preises 2022.
- Auszeichnung in der Kategorie Bildgestaltung für Kolja Brandt und Jann Doeppert
- Auszeichnung in der Kategorie Stunt für Marc Sieger
- Auszeichnung in der Kategorie VFX/Animation für Jasmin Hasel, Falk Büttner, Markus Strehl und Andreas Tröger
- Nominierung in der Kategorie Szenenbild für Christian Schäfer